# زيلبور سفائي
زيلبور سفائي (الاسم العلمي:Xyleborus apiculatus) هو نوع من الحشرات يتبع جنس الزيلبور من فصيلة السوسية الحقيقية.